# مقاطعة روزفلت (نيومكسيكو)
مقاطعة روزفلت (بالإنجليزية: Roosevelt County)‏ هي إحدى مقاطعات ولاية نيومكسيكو في الولايات المتحدة الأمريكية.